# The Warriors (serie de televisión)
The Warriors, es una serie de televisión australiana transmitida desde el 12 de abril del 2017 por medio de la cadena ABC.
La serie fue creada por Robert Connolly y Tony Briggs, y ha contado con la aparición invitada de los jugadores australianos Peter Bedford, Nicky Winmar, entre otros.

## Historia
Dos jóvenes jugadores indígenas, Zane y Maki son alejados de sus modestas vidas para jugar en las grandes ligas de la AFL con el club "Warriors". Los jóvenes empacan y se mudan a la ocupada ciudad de Melbourne, donde sus vidas dan un vuelco. 
Alejados de los valores tradicionales, ambos luchan con su nueva fama como estrellas del fútbol, la seducción, el sexo, las drogas y la vida rápida.

## Personajes

### Personajes principales
| Actor            | Personaje               | Ocupación                               | N.º de episodios | Duración        |
| ---------------- | ----------------------- | --------------------------------------- | ---------------- | --------------- |
| Nelson Baker     | Zane Phillips           | Jugador de "Warriors"                   | 8                | 2017 - presente |
| Gordan Churchill | Maki Birrawuy           | Jugador de "Warriors"                   | 8                | 2017 - presente |
| Reece Milne      | "Doc" Shepherd          | Capitán y Jugador de "Warriors"         | 8                | 2017 - presente |
| Ben Knight       | "Scottie" Watson        | Jugador de "Warriors"                   | 8                | 2017 - presente |
| Vince Colosimo   | Mark "Spinner" Spinotti | Entrenador de "Warriors"                | 8                | 2017 - presente |
| John Howard      | Bill Shepherd           | Presidente del Club "Warriors"          | 8                | 2017 - presente |
| Lisa McCune      | Deb Van Exel            | Gerente de Comunicaciones de "Warriors" | 8                | 2017 - presente |
| Tasia Zalar      | Ava Phillips            | Hermana de Zane                         | 2                | 2017 - presente |

### Personajes recurrentes
| Actor          | Personaje     | Ocupación | N.º de episodios | Duración        |
| -------------- | ------------- | --------- | ---------------- | --------------- |
| Kaden Hartcher | Meat          | -         | 7                | 2017 - presente |
| Dan Haberfield | Boydy         | -         | 7                | 2017 - presente |
| Jeff Gobbels   | -             | -         | 6                | 2017 - presente |
| Jacek Koman    | "Fast Freddy" | -         | 3                | 2017 - presente |
| Matthew Crosby | Kenny         | -         | 3                | 2017 - presente |
| Amelia Bishop  | Mitsy         | -         | 2                | 2017 - presente |

## Producción
Creada por Robert Connolly y Tony Briggs, la serie contará con los directores Adrian Russell Wills, Beck Cole, Steven McGregor y Catriona McKenzie.
En colaboración también contarán con Briggs, también estarán los escritores Wayne Blair y Tracey Rigney.
Adicional a Connolly la serie también tendrá a los productores Marie Maroun, John Harvey y Liz Kearney; junto a los productores ejecutivos Jo Bell, Sally Riley, Penny Smallacombe y Jude Troy.
La serie comenzó las filmaciones en el 2016 y fue estrenada en el 2017.